# Megaselia barbitergata
Megaselia barbitergata är en tvåvingeart som beskrevs av Rudolf Beyer 1965. Megaselia barbitergata ingår i släktet Megaselia och familjen puckelflugor. Inga underarter finns listade i Catalogue of Life.